# 타카츠키 카나코
타카츠키 카나코(일본어: 高槻 かなこ, 1993년 9월 25일 ~ )는 일본의 성우 겸 가수. 효고현 고베시 출신. 아뮤즈 소속. 러브라이브 선샤인의 쿠니키다 하나마루의 성우이다.